# Neotheronia apicalis
Neotheronia apicalis là một loài tò vò trong họ Ichneumonidae.